# Миши (річка)
Миши, Миший — річка в Україні, у Путильському районі Чернівецької області, ліва притока Путилки (басейн Дунаю).

## Опис
Довжина річки приблизно 5 км. Формується з багатьох безіменних струмків.

## Розташування
Бере початок на північно-східній околиці присілку Плити. Тече переважно на північний схід і в селі Дихтинець впадає у річку Путилку, праву притоку Черемошу. 
Річку перетинає автомобвільна дорога Т 2601.